# Безуглий Артем Олександрович

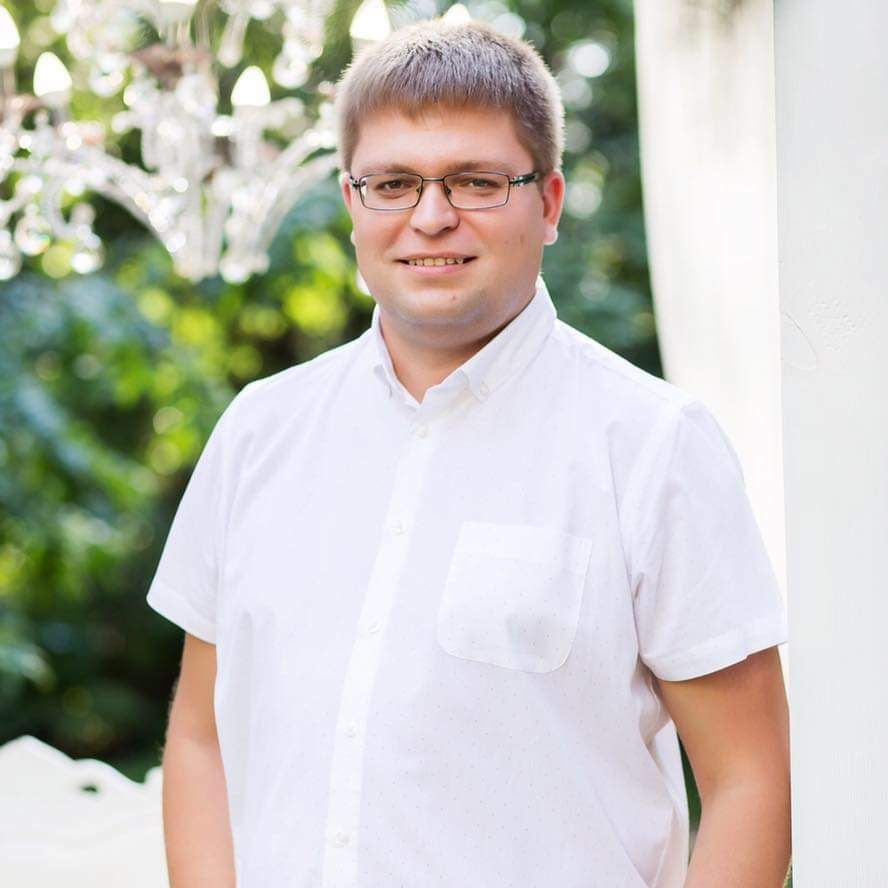

Безуглий Артем Олександрович (нар. 31 травня 1983 року, м. Потсдам, Німеччина) - директор державного підприємства «Національний інститут розвитку інфраструктури» (ДП «НІРІ»), код 03450778 (з березня 2019 року), яке до лютого 2024 року носило назву «Державний дорожній науково-дослідний інститут імені М.П. Шульгіна».
Кандидат економічних наук, доцент.

## Життєпис
Народився 1983 році в місті Потсдам (Німеччина), батько - військовий, мати - вчитель математики.
У 2000 році вступив в Національний транспортний університет на Дорожньо-будівельний факультет, який закінчив за спеціальністю «Менеджмент організацій».
З серпня 2005 року по березень 2010 року працював на різних посадах в Українському державному виробничо-технологічному підприємстві «Укрдортехнологія» та пройшов шлях від інженера І категорії до провідного інженера, начальника відділу і в підсумку став заступником директора.
В подальшому, 1 квітня 2010 року Укрдортехнологію об'єднують з Державним дорожнім науково-дослідним інститутом імені М.П. Шульгіна, де Артем Олександрович обіймає посаду заступника директора з наукової роботи.
У 2015 році успішно захистив дисертацію на звання кандидата економічних наук на тему: Організаційно-економічні аспекти ефективного використання фінансових ресурсів в дорожньому господарстві.
На даний час працює в державному підприємстві «Національний інститут розвитку інфраструктури» (раніше відомому як «Державний дорожній науково-дослідний інститут імені М.П. Шульгіна», ДП «ДерждорНДІ»), спочатку як заступник директора з наукової роботи, потім в.о. директора, а у березні 2019 року укладає контракт і обіймає посаду директора.

## Позиції
Член Комісії для перевірки стану мостових споруд, створеної рішенням РНБО та очолюваною Віце-прем’єр-міністром з відновлення України - Міністром розвитку громад, територій та інфраструктури України.
Член секції технічного регулювання та нормативного забезпечення у будівництві Науково-технічної ради Міністерства розвитку громад та територій України.
Заступник Голови Наукової ради Державного агентства відновлення та розвитку інфраструктури України.
Член Експертних рад Агентства відновлення з питань води, доріг, енергетики, цивільного будівництва та цифровізації.
Директор головної науково-дослідної організації в дорожній галузі.
Голова Президії Науково-технічної Ради ДП «НІРІ».
Головний редактор Збірника наукових праць «Дороги і мости».
Доцент кафедри Фінанси, облік і аудит Національного транспортного університету.
Дійсний член Транспортної Академії України (з липня 2017 року).
Голова технічного комітету з акредитації «Будівництво та будівельні матеріали».
Представник ДП «НІРІ» на Генеральній асамблеї європейської асоціації національних дорожніх дослідницьких лабораторій FEHRL.
Член Ради директорів Конфедерації будівельників України.
Заступник головного редактора науково-виробничий журналу «Автошляховик України».

## Професійна діяльність
Популяризатор дорожньої науки та дорожньої професії серед студентів та аспірантів в Україні та інших країнах.
Модератор та доповідач на конференціях і семінарах з актуальних проблем дорожньої галузі.
Брав безпосередню участь у ряді державних проєктів:
- Документи з визначення вартості дорожніх робіт та послуг, а також визначення вартості робіт в будівництві в цілому, а також змін до них;
- Портал «Дорожній геокалькулятор» з даними щодо координат автомобільних доріг;
- Національна програма відновлення мостів 2020-2025 років;
- Стратегія відновлення територіальних автомобільних доріг 2020-2024 років;
- Державна цільова економічна програма розвитку автомобільних доріг загального користування на 2018-2023 роки;
- Стратегічна програма дорожніх досліджень на 2012-2021 роки;
- Постанова КМУ «Про затвердження Порядку підтвердження кваліфікації осіб, які проводять аудит та перевірку безпеки автомобільних доріг»;
- Накази Мінінфраструктури «Про затвердження Порядку проведення аудиту безпеки автомобільних доріг», «Про затвердження Порядку проведення перевірки безпеки автомобільних доріг», «Про затвердження Порядку ведення, надання відомостей з реєстру аудиторів безпеки автомобільних доріг, включення до та виключення з реєстру аудиторів безпеки автомобільних доріг», «Про затвердження Вимог до програм підвищення кваліфікації осіб, які здійснюють аудит та перевірку безпеки автомобільних доріг»;
- Програма розвитку цементобетонних доріг в Україні;
- Проєктування, будівництво, експлуатація та утримання системи збору плати за використання автомобільних доріг загального користування державного значення транспортними засобами з повною масою 12 тонн і більше;
- Програма розвитку лісових доріг;
- Методологія щодо особливостей здійснення закупівель дорожніх робіт;
- Проектна пропозиція «Східна Україна: возз’єднання, відновлення та відродження»;
- Державний інвестиційний проект щодо необхідності будівництва нового мостового переходу в м. Кременчук;
- Інвестиційний проект «Розвиток автомобільних доріг загального користування державного значення за рахунок запозичень під державні гарантії в 2020 році Державним агентством автомобільних доріг України»;
- Розпорядження Кабінету Міністрів України «Про застосування відходів виробництва в дорожньому будівництві»;
- Державна цільова економічна програма розвитку автомобільних доріг загального користування на 2013-2018 роки;
- Концепція реформування системи державного управління автомобільними дорогами загального користування.

Проходив стажування за міжнародною програмою ділових стажувань SABiT в США щодо питань дорожнього будівництва (2014 рік).
Брав безпосередню участь у ряді міжнародних проєктів:
- Project MicropRoOf "Assessment of the content of micro-pollutants and microplastics in wastewater" (August 2015-October 2019), as a Project Manager;
- The SaveGREEN project (January 2020 - June 2020), as a Project Manager;
- INCRIS project - "Improving international cooperation and research strategies in the field of road infrastructure for Ukraine." (March 2012 - November 2014), as a Project Participant;
- USE-IT project - Safety, reliability and energy efficiency of transport infrastructure taking into account the needs of users, as a Financial Manager of the Project;
- FOX Project - Forever open infrastructure for all modes of transport, as a Financial Manager of the Project;
- SENSKIN Project - Transport Infrastructure Monitoring Based on Open Sensitive Skin Techniques, as a Project Financial Manager.

Залучив унікальну та безпрецедентну міжнародну технічну допомогу в рамках Проекту екстреного відновлення та реконструкції, що фінансується Урядом Японії через Японське агентство міжнародного співробітництва JICA.
Має 2 свідоцтва про реєстрацію авторських прав:
- № 70302 від 07.02.2017 Монографія «Фінансове та обліково-аналітичне забезпечення підприємств дорожньо-транспортного комплексу»;
- № 51420 від 26.06.2013 Науковий твір «Методика розподілу фінансових ресурсів на розвиток та утримання автомобільних доріг загального користування».

Автор комунікаційних проектів Портал інновацій та Платформа інновацій для сприяння та розвитку інновацій в галузі відновлення інфраструктури.
Автор відкритої карти атестованих виробництв (недоступна в період воєнного стану).
Автор понад 100 наукових праць та публікацій, із них 25 - у наукових виданнях, включених до переліку наукових фахових видань України; 5 - включені до наукометричних баз, рекомендованих МОН, зокрема Scopus або Web of Science Core Collection / http://orcid.org/0000-0003-3883-7968
Суттєво покращив умови роботи на підприємстві:
- Створив всі можливі умови для підтримки працівників, які несуть службу в ЗСУ під час воєнного стану;
- Організував придбання нових: вантажопасажирського автомобіля Ford Transit Combi, прилада для вимірювання рівності дорожнього покриття 2 класу точності за індексом IRI, динамічного прогиноміра для визначення міцності дорожнього одягу, нових керновідбірників та багато іншого за власні обігові кошти Інституту;
- Запровадив медичне страхування;
- Створив всі умови для розгортання на базі Інституту унікального Органу оцінки відповідності, акредитованого Національним агентством з акредитації України;
- Ініціював створення власного Youtube-каналу;
- Створив рейтинг "Науковець року ДП "НІРІ" та інші унікальні стимули до розвитку науковців;
- Заснував Раду молодих вчених підприємства;
- Запровадив електронну систему АСКОД, як єдиний інструмент роботи з кореспонденцією, а також всіляко підтримує електронні інструменти для роботи;
- Заснував унікальні для галузі проекти Self-Funding Project та Self-Funding Equipment, які дозволяють фінансувати кращі наукові розробки або придбання сучасного лабораторного обладнання.

Заснував рубрику "Видатні науковці" для збереження інституційної пам‘яті дорожньої галузі, в якій представлено науковців  Інституту, що внесли значний вклад в розвиток дорожньої галузі.

## Державні та галузеві нагороди
Подяка Міністра транспорту, 2009 рік (за ваговий особистий внесок у розвиток дорожнього господарства, високий професіоналізм з нагоди професійного свята Дня автомобіліста і дорожника).
Грамота Державного агентства автомобільних доріг України (Укравтодор), 2011 рік (за вагомі досягнення у професійній діяльності, плідну сумлінну працю).
Подяка Голови Солом’янської РДА, 2012 рік (за ваговий особистий внесок у створення духовних і матеріальних цінностей та досягнення високої майстерності у професіональній діяльності).
Почесна грамота Мінінфраструктури, 2013 рік (за сумлінну плідну працю, вагомий особистий внесок у розвиток транспортно-дорожнього комплексу, високий професіоналізм та з нагоди Дня автомобіліста і дорожника).
Подяка Прем’єр-міністра України, 2014 рік (за професійну майстерність, вагомий особистий внесок у забезпечення розбудови мережі автомобільних доріг з нагоди Дня незалежності України).
Грамота Голови Солом’янської районної в місті Києві державної адміністрації, 2017 рік (за багаторічну сумлінну працю, високі досягнення у професійній діяльності та з нагоди відзначення Дня науки).
Грамота Державного агентства автомобільних доріг України (Укравтодор), 2019 рік (за вагомі досягнення у професійній діяльності, плідну сумлінну працю).

Нагрудний знак "Знак пошани ДП "ДерждорНДІ", 2021 рік (за вагомі досягнення у професійній діяльності, плідну сумлінну працю).